# 说苑

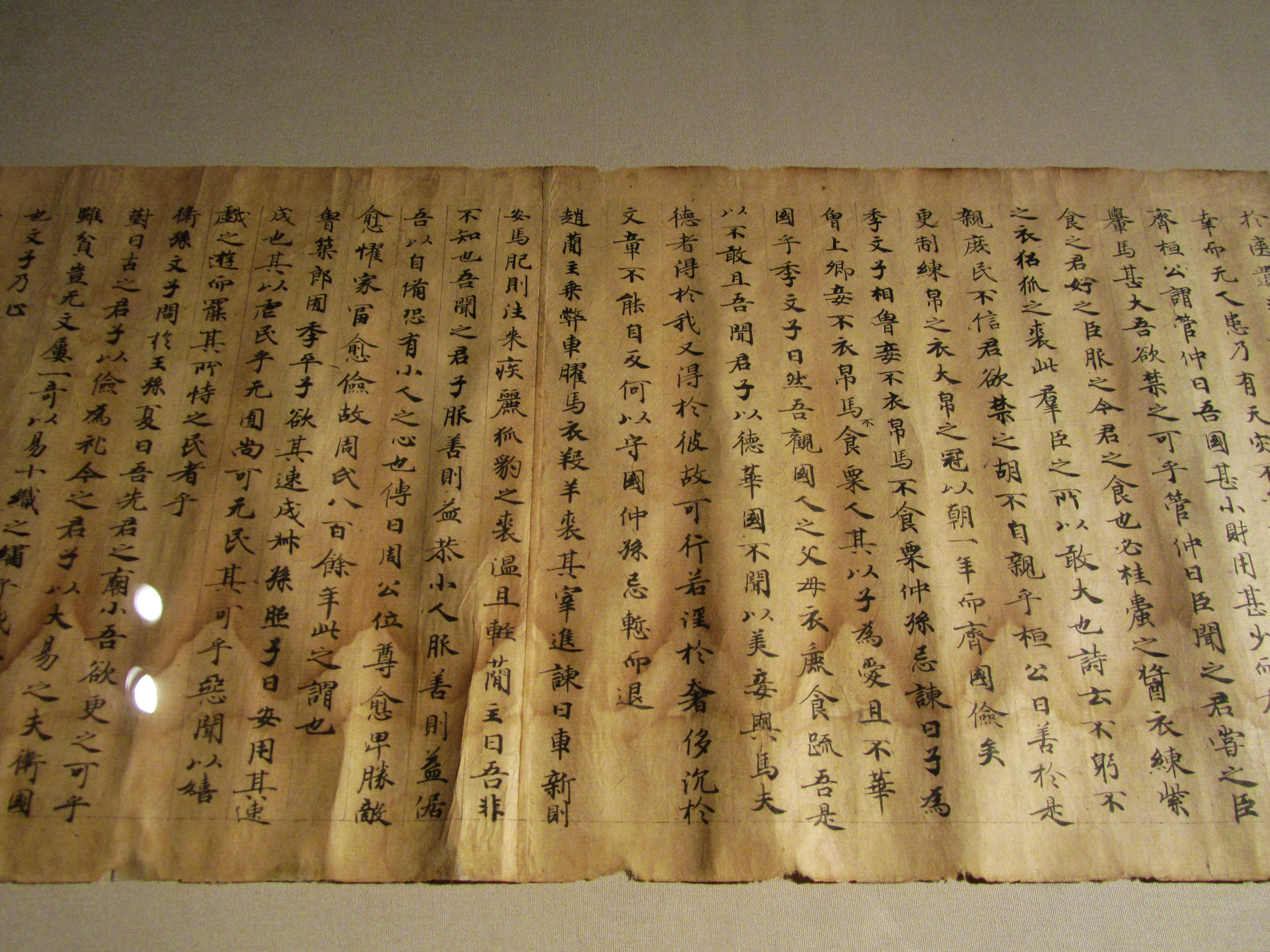
《说苑·反质篇》唐代抄本，高28.4厘米，宽382厘米，首残尾存，存184行，行20-21字，尾题一行“说苑反质第廿”。今传之《说苑》同一篇目为宋末自高丽本中补入，相比之下此本则更接近于原著，藏经洞出土，敦煌博物院藏。

《说苑》，又名《新苑》，为西汉人刘向所著杂事小说集，宋朝人曾巩校阅。全书共二十卷，收录了先秦到西汉期间的一些历史故事和传说，并附有作者的评论，体现了儒家的思想和观念。在《四庫全書》中為子部儒家類。

## 金句錄

### 說苑•談叢篇
1.子不孝，非吾子也；交不信，非吾友也。
2.食其口而百節肥，灌其本而枝葉茂；本傷者枝槁，根深者末厚。
3.為善者得道，為惡者失道。
4.惡語不出口，苟言不留耳。
5.力勝貧，謹勝禍，慎勝害，戒勝災。